# Sergio Torres
Sergio Raúl Torres (Mar del Plata, Argentina, 11 de julio de 1981) es un exfutbolista y actual entrenador de fútbol italoargentino. En su etapa como jugador profesional se desempeñaba como centrocampista.
Adquirió la ciudadanía italiana a través de su abuela.

## Biografía

### Comienzos
Torres nació en Mar del Plata. Después de una prueba de dos meses con Boca Juniors a los 15 años, Torres comenzó su carrera en Quilmes de Mar del Plata y más tarde en el Club Atlético Banfield en su ciudad natal, jugando a tiempo parcial mientras trabajaba en la fábrica de ladrillos familiar y se entrenaba para convertirse en profesor de educación física. En noviembre de 2003, decidió financiar su propio viaje a Inglaterra con la esperanza de jugar profesionalmente. Llegó a Inglaterra con solo £ 180 y sin saber hablar inglés, alojándose en una casa compartida en Norbury, Londres, propiedad de su agente. El entrenador del Brighton & Hove Albion, Mark McGhee, le ofreció una prueba de dos semanas después de ver un video de los mejores momentos compilado por el mismo Torres, aunque fue rechazado y McGhee le dijo a Torres que "nunca lograría triunfar en Inglaterra" pensamiento que cambiara en el futuro. 
Posteriormente fichó por el Molesey de la Liga Isthmian a finales de 2003 junto a su compatriota argentino Cristian Levis, después de que un amigo los pusiera en contacto con el propietario del club. Con Molesey incapaz de pagarle a Torres ningún salario, el mánager Steve Beeks organizó una prueba para Torres y Levis en el Basingstoke Town, donde firmaron en febrero de 2004 después de dos meses en el Molesey. Mientras estaba en Basingstoke, Torres trabajó en Boots, apilando estantes para ganarse la vida y andando en bicicleta al trabajo.  Él y Levis vivieron con un seguidor del club durante cuatro meses, poco después de que él se casara. Anotó 4 goles en 20 partidos de liga para el Basingstoke en la temporada 2003-04, mientras que anotó dos veces en 38 partidos durante la temporada 2004-05. 

### Wycombe Wanderers
En julio de 2005, el Basingstoke Town jugó en un amistoso de pretemporada por 7-2 contra el Wycombe Wanderers, durante el cual Torres impresionó al entonces entrenador del Wycombe, John Gorman. Al mes siguiente le ofrecieron un contrato profesional de dos años. Hizo su debut con el Wycombe como suplente en el minuto 58 en el empate 0-0 de la League Two con el Cheltenham Town el 29 de agosto de 2005. Recibió el premio al mejor jugador del partido en su primera titularidad con el club en una victoria en casa por 1-0 sobre el Barnet el 17 de septiembre de 2005, antes de anotar su primer gol para el club el 14 de enero de 2006 en una victoria por 2-0 sobre el Notts County. Luego de diversas lesiones, Torres anotó 5 goles en 46 apariciones a lo largo de la temporada 2007-08 cuando el club terminó segundo en la League Two y se clasificó para los play-offs, aunque fue eliminado en la semifinal después de una derrota global por 2-1 ante el Stockport County. 

### Otros clubes
Torres jugó en otros clubes tales como el Crawley Town, Whitehawk y Eastbourne Borough, El Peterborough United de la tercera división y dirigido por el hijo de Alex Ferguson pagó más de 200 mil dólares para comprar su ficha. Apenas unos meses más tarde de enfrentar al Chelsea se topó en un amistoso con el Manchester United de Carlos Tevez y compañía.
"Como hincha de Boca, Tevez era mi ídolo. No lo podía creer cuando estaba al lado de él en el túnel, no sabía qué decirle. Muy macanudo. Estuvimos charlando como media hora después", recuerda sobre el paso por el equipo que le permitió llegar más alto en su carrera. En Peterborough ascendió y tuvo la oportunidad de jugar en la Championship –segunda división– contra, por ejemplo, el Newcastle del Galgo Jonás Gutiérrez y Fabricio Coloccini:.

### Vida personal
La coronación de su historia sirvió para escribir un libro –junto con el periodista Juan Manuel López– llamado El Teatro de los Sueños que se editó en Argentina e Inglaterra, mientras recauda el dinero que necesita para grabar el documental de su vida por intermedio de un proyecto comunitario en el que muchas personas aportan su granito de arena.
"Cuando terminé de jugar profesional tuve que ir derecho a trabajar. Así que bueno, fue lo que hice. Si tenés familia, el crédito de una casa, tenés que hacerlo. El fútbol me dio muchas cosas, no solo el sueño de ser profesional, sino la posibilidad de formar una familia", explica mientras comenta que encontró el amor en una mujer alemana que conoció en medio de una pretemporada en ese país con el Wycombe.
Actualmente, ya con esposa y dos hijas, continúa gritando a los cuatro vientos su amor por la pelota en el Eastbourne Borough de la sexta categoría mientras es entrenador de niños en una academia que abrió junto con Russell Martin, uno de sus grandes amigos que a su vez es un histórico futbolista del Norwich City.

## Clubes

### Como jugador
| Club                      | País       | Año       |
| ------------------------- | ---------- | --------- |
| Quilmes de Mar del Plata  | Argentina  | 2001-2002 |
| Banfield de Mar del Plata | Argentina  | 2002-2004 |
| Molesey                   | Inglaterra | 2004      |
| Basingstoke Town          | Inglaterra | 2004-2005 |
| Wycombe Wanderers         | Inglaterra | 2005-2008 |
| Peterborough United       | Inglaterra | 2008-2010 |
| Lincoln City (cedido)     | Inglaterra | 2009-2010 |
| Crawley Town              | Inglaterra | 2010-2014 |
| Whitehawk                 | Inglaterra | 2014-2017 |
| Eastbourne Borough        | Inglaterra | 2017-2020 |

### Como entrenador
| Club                           | País       | Año       |
| ------------------------------ | ---------- | --------- |
| Eastbourne Borough (interino)  | Inglaterra | 2019      |
| Eastbourne Borough (asistente) | Inglaterra | 2019-2021 |

## Estadísticas
| Club                    | Temporada          | Liga                             | Liga | Liga  | FA Cup | FA Cup | League Cup | League Cup | Otros | Otros | Total | Total |
| Club                    | Temporada          | División                         | P    | Goles | P      | Goles  | P          | Goles      |       | Goals | P     | Goals |
| ----------------------- | ------------------ | -------------------------------- | ---- | ----- | ------ | ------ | ---------- | ---------- | ----- | ----- | ----- | ----- |
| Basingstoke Town        | 2003–04            | Isthmian League Premier Division | 20   | 4     |        |        | —          | —          |       |       | 20    | 4     |
| Basingstoke Town        | 2004–05            | Conference South                 | 38   | 2     |        |        | —          | —          |       |       | 38    | 2     |
| Basingstoke Town        | 2004–05            | Conference South                 | 3    | 2     | 0      | 0      | —          | —          | 0     | 0     | 3     | 2     |
| Basingstoke Town        | Total              | Total                            | 61   | 8     | 0      | 0      | 0          | 0          | 0     | 0     | 61    | 8     |
| Wycombe Wanderers       | 2005–06            | League Two                       | 24   | 1     | 1      | 0      | 1          | 0          | 3     | 0     | 29    | 1     |
| Wycombe Wanderers       | 2006–07            | League Two                       | 20   | 0     | 0      | 0      | 3          | 0          | 0     | 0     | 23    | 0     |
| Wycombe Wanderers       | 2007–08            | League Two                       | 44   | 5     | 1      | 0      | 1          | 0          | 0     | 0     | 46    | 5     |
| Wycombe Wanderers       | Total              | Total                            | 88   | 6     | 2      | 0      | 5          | 0          | 3     | 0     | 98    | 6     |
| Peterborough United     | 2008–09            | League One                       | 15   | 1     | 2      | 0      | 1          | 0          | 0     | 0     | 18    | 1     |
| Peterborough United     | 2009–10            | Championship                     | 9    | 0     | 0      | 0      | 0          | 0          | —     | —     | 9     | 0     |
| Peterborough United     | Total              | Total                            | 24   | 1     | 2      | 0      | 1          | 0          | 0     | 0     | 27    | 1     |
| Lincoln City (Préstamo) | 2009–10            | League Two                       | 8    | 1     | 1      | 1      | 0          | 0          | 0     | 0     | 9     | 2     |
| Crawley Town            | 2010–11            | Conference Premier               | 39   | 4     | 7      | 2      | —          | —          | 2     | 0     | 48    | 6     |
| Crawley Town            | 2011–12            | League Two                       | 38   | 3     | 5      | 0      | 2          | 1          | 1     | 0     | 46    | 4     |
| Crawley Town            | 2012–13            | League One                       | 23   | 0     | 2      | 0      | 2          | 0          | 1     | 0     | 28    | 0     |
| Crawley Town            | 2013–14            | League One                       | 22   | 0     | 1      | 0      | 0          | 0          | 1     | 0     | 24    | 0     |
| Crawley Town            | Total              | Total                            | 122  | 7     | 15     | 2      | 4          | 1          | 5     | 0     | 146   | 10    |
| Whitehawk               | 2014–15            | Conference South                 | 34   | 1     | 0      | 0      | —          | —          | 3     | 0     | 37    | 1     |
| Whitehawk               | 2015–16            | National League South            | 35   | 2     | 4      | 0      | —          | —          | 2     | 0     | 41    | 2     |
| Whitehawk               | 2016–17            | National League South            | 32   | 1     | 2      | 0      | —          | —          | 2     | 0     | 36    | 1     |
| Whitehawk               | Total              | Total                            | 101  | 4     | 6      | 0      | 0          | 0          | 7     | 0     | 114   | 4     |
| Eastbourne Borough      | 2017–18            | National League South            | 42   | 4     | 2      | 1      | —          | —          | 4     | 0     | 48    | 5     |
| Eastbourne Borough      | 2018–19            | National League South            | 31   | 1     | 3      | 0      | —          | —          | 5     | 0     | 39    | 1     |
| Eastbourne Borough      | 2019–20            | National League South            | 13   | 0     | 2      | 0      | —          | —          | 0     | 0     | 13    | 0     |
| Eastbourne Borough      | Total              | Total                            | 86   | 5     | 7      | 1      | 0          | 0          | 9     | 0     | 100   | 6     |
| Total en la Carera      | Total en la Carera | Total en la Carera               | 490  | 32    | 33     | 4      | 10         | 1          | 24    | 0     | 557   | 37    |

1. 1 2 3 4  Appearances in Football League Trophy
2. 1 2  Appearance(s) in FA Trophy
3. ↑  Appearance(s) in Conference South play-offs
4. ↑  Appearance(s) in National League South play-offs
5. ↑  Two appearances in FA Trophy, two in Sussex Senior Cup
6. ↑  Three appearances in FA Trophy, two in Sussex Senior Cup

## Palmarés

### Campeonatos nacionales
| Título                     | Club             | País       | Año     |
| -------------------------- | ---------------- | ---------- | ------- |
| Liga Marplatense de Fútbol | Quilmes          | Argentina  | 2002    |
| Liga Marplatense de Fútbol | Banfield         | Argentina  | 2004    |
| Remembrance Cup            | Basingstoke Town | Inglaterra | 2005    |
| Lincolnshire Senior Cup    | Lincoln City     | Inglaterra | 2009-10 |
| Conference National        | Crawley Town     | Inglaterra | 2011    |
| Sussex Senior Cup          | Whitehawk F.C.   | Inglaterra | 2014-15 |

### Distinciones individuales
| Distinción                                           | Año  |
| ---------------------------------------------------- | ---- |
| Parte del equipo del año de la National League South | 2016 |